# Língua neoaramaica barzani judaica
A língua  Neo-Aramaica Barzani Judaica  é uma moderna língua aramaica judaica por vezes chamada simplesmente Neo-Aramaico ou Judeu-Aramaico. Era originalmente falada em três vilarejos próximos a Aqrah no Iraque. O nome nativo da língua é Lishanid Janan, cujo significado é 'nossa língua', sendo similar a outros nomes usados por outros dialetos neo-aramaicos judeus tais como Lishan Didan, Lishanid Noshan.   

## Origem e uso atual
Os habitantes judeus de uma vasta área do norte do Iraque, leste da Turquia e norte ocidental Irã falavam principalmente vários dialetos da moderna  língua aramaica. A turbulência do fim da Primeira Guerra Mundial e o reassentamento em Israel, em 1951  (quando oito famílias Bijil se mudaram para o novo Estado judeu) levaram ao declínio das línguas tradicionais. Este dialeto particular e distinto de judeu neo- aramaico foi falado nas aldeias de Bijil , Barzan e Shahe . Era conhecido como Bijili até recentemente.
O último falante nativo de Bijil Neo- aramaico morreu em 1998. Os falantes de segunda língua restantes são todas relacionados e têm mais de 70 anos de idade, principalmente em Barzan. A primeira língua desses falantes é ou hebreu ou curdo e alguns também falam árabe ou outro dialeto neo- aramaico. Assim, a língua é efetivamente extinta..
Não há evidências suficientes sobre o Neo- aramaico Barzani Judaica reunidas para que se estabeleça um correta conexão com outros dialetos Neo- Aramaico s O brarzani pode estar relacionado com Lishanid Noshan, usado no entorno de aglomerados Arbil para o sul a leste de Barzan . Pode haver algumas semelhanças entre Barzani e o  subdialeto Lishanid Noshan antigamente falado na aldeia de Dobe, 50 km ao norte de Arbil . O dialeto Sandu do Neo- aramaico judaico é bastante semelhante ao Barzani . No entanto, estudos sugerem que tenha mais em comum com o Lishana Deni. Há evidências de que a linguagem também foi falada na aldeia vizinha de Nerim , mas nenhum falante existe hoje em tal aldeia.
Há alguns textos raros escritos em Barzani judeu neo- aramaico.